# 吐尔基山墓
吐尔基山墓位于中国内蒙古通辽市科尔沁左翼后旗大吐尔基山东南。为辽代石室崖墓。由墓道、墓门、甬道、墓室及左右耳室组成。墓在山中开凿，方向115°。
墓道长48米，两侧绘有壁画。墓门为木制，门上有门钉，其后为甬道，长2米，宽1.38米，高1.5米。墓室正方形，长3.92米，宽3.7米，高3.36米。四壁有壁画，上为叠涩顶。左右耳室位于墓室的前部，呈长方形，左耳室长1.36米，宽0.9米，高0.98米，右耳室长1.3米，宽0.86米，高0.99米。两耳室均建有木门，门上有门钉。
墓葬于2003年3月至5月进行发掘，共出土文物200余件。